# Rubia cordifolia
La Rubia cordifolia és una espècie de plantes amb flor que pertany a la família de les rubiàcies.

## Descripció
Aquestes plantes poden assolir els 1,5 m d'alçada. Són de fulles perennes que fan entre 5 i 10 cm de llarg per 2-3 d'ample. Les flors són petites (3 a 5 mm.) i de color groc pàl·lid, i creixen en grupets d'entre 4 i 7 disposades en forma d'estrella al voltant de la tija central; floreixen, en raïms densos, entre juliol i agost. Els seus fruits són petites (4-6 mm. de diàmetre) drupes entre vermelles i negres. Les arrels assoleixen el metre de longitud i un gruix de 12 mm.

## Usos
Des de l'antiguitat, i fins a mitjans del segle xix s'han utilitzat espècies d'aquest gènere (com la R. tinctorum i la R. akane) en l'adoberia, per a l'elaboració d'un tint vegetal per tenyir pell, llana, cotó i seda. Les arrels d'aquestes plantes són riques en un compost orgànic anomenat alizarina que permet elaborar una tintura vermella intensa. El 1869, els químics alemanys Graebe i Liebermann sintetitzaren alizarina a partir de l'antracè, i això acabà amb el cultiu de la Rubia per a obtenir-ne tints.
Les arrels de la R. cordifolia són també la font d'un remei usat en la medicina ayurvèdica, remei que en sànscrit s'anomena Manjistha (o Manjista o Manjishta).

## Sinònim
- Galium cordifolium (L.) Kuntze, 1898